# Pulitzer-Preis 2017
Der Pulitzer-Preis 2017 war die 101. Verleihung des renommierten US-amerikanischen Literaturpreises. Die Bekanntgabe der Preisträger fand am 10. April 2017 statt. Es wurden Preise in 21 Kategorien im Bereich Journalismus und dem Bereich Literatur, Theater und Musik vergeben.
Die Jury bestand aus 19 Personen unter dem Vorsitz von Randell Beck (ehemaliger Präsident von Argus Leader Media), Joyce Dehli (Harvard-Universität) und Keven Ann Willey (Vizepräsident der Dallas Morning News).

## Preisträger
| Kategorie                                                  | Preisträger                                                                          | Begründung |
| ---------------------------------------------------------- | ------------------------------------------------------------------------------------ | --- |
| Dienst an der Öffentlichkeit (Public Service)              | New York Daily News und ProPublica                                                   | Preis verliehen für die Arbeit von Sarah Ryley, die den verbreitete Missbrauch von Räumungsklagen aufdeckte.                                                     |
| Aktuelle Berichterstattung (Breaking News Reporting)       | Mitarbeiter der East Bay Times                                                       | Preis verliehen für die Berichterstattung über den Lagerhausbrand in Oakland.                                                                                    |
| Investigativer Journalismus (Investigative Reporting)      | Eric Eyre, Charleston Gazette-Mail                                                   | Preis verliehen für die Berichterstattung über die Flut von Opiaten in West Virginia, die zu einer der höchsten Sterblichkeitsrate in den USA führte.            |
| Hintergrundberichterstattung (Explanatory Reporting)       | Internationales Netzwerk investigativer Journalisten, McClatchy und der Miami Herald | Preis verliehen für die Veröffentlichung der Panama Papers. |
| Lokale Berichterstattung (Local Reporting)                 | Mitarbeiter der Salt Lake Tribune                                                    | Preis verliehen für die Berichterstattung über die Behandlung von Opfern von sexueller Gewalt an der Brigham Young Universität.                                  |
| Berichterstattung im Inland (National Reporting)           | David A. Fahrenthold, The Washington Post                                            | Preis verliehen für anhaltende Berichterstattung über politische Kampagnen und das Infrage stellen der Spenden von Donald Trump an Wohltätigkeitsorganisationen. |
| Auslandsberichterstattung (International Reporting)        | Mitarbeiter der New York Times                                                       | Preis verliehen für die Berichte, die aufzeigen wie Wladimir Putin versucht seine Macht im Ausland zu erweitern.                                                 |
| Feature Writing (Feature Writing)                          | Tony Messenger, St. Louis Post-Dispatch                                              | Preis verliehen für den Bericht über den Abstieg der US-Marine nach dem Krieg.                                                                                   |
| Kommentar (Commentary)                                     | Peggy Noonan, The Wall Street Journal                                                | Preis verliehen für die Kolumne über die politische Kampagne von Trump, die eine der umstrittensten politischen Kampagnen in den USA war.                        |
| Kritik (Criticism)                                         | Hilton Als, The New Yorker                                                           | Preis verliehen für die Kritiken, die versuchen Bühnendramen in einen realen kulturellen Kontext zu stellen.                                                     |
| Leitartikel (Editorial Writing)                            | Art Cullen, The Storm Lake Times                                                     | Preis verliehen für mehrere Leitartikel über die landwirtschaftlichen Interessen von Unternehmen in Iowa.                                                        |
| Karikatur (Editorial Cartooning)                           | Jim Morin, Miami Herald                                                              | Preis verliehen für redaktionelle Cartoons. |
| Aktuelle Fotoberichterstattung (Breaking News Photography) | Daniel Berehulak, freischaffender Fotograf                                           | Preis verliehen für die Fotografien, die zeigen, welche Auswirkungen die Drogenpolitik auf den Philippinen auf das menschliche Leben haben.                      |
| Feature-Fotoberichterstattung (Feature Photography)        | E. Jason Wambsgan, Chicago Tribune                                                   | Preis verliehen für die Bilder eines zehnjährigen Jungen und seiner Mutter nach einer Schießerei in Chicago.                                                     |

| Kategorie                                                   | Preisträger |
| ----------------------------------------------------------- | --- |
| Belletristik (Fiction)                                      | The Underground Railroad von Colson Whitehead                                                                                            |
| Theater (Drama)                                             | Sweat von Lynn Nottage |
| Geschichte (History)                                        | Blood in the Water: The Attica Prison Uprising of 1971 and Its Legacy von Heather Ann Thompson                                           |
| Biographie oder Autobiographie (Biography or Autobiography) | The Return: Fathers, Sons and the Land in Between (dt. Titel: Die Rückkehr. Auf der Suche nach meinem verlorenen Vater) von Hisham Matar |
| Dichtung (Poetry)                                           | Olio von Tyehimba Jess |
| Sachbuch (General Nonfiction)                               | Evicted: Poverty and Profit in the American City von Matthew Desmond                                                                     |
| Musik (Music)                                               | Angel's Bone von Du Yun |